# Dothiora moravica
Dothiora moravica är en svampart som först beskrevs av Franz Petrak, och fick sitt nu gällande namn av Froid. 1973. Dothiora moravica ingår i släktet Dothiora och familjen Dothioraceae.   Inga underarter finns listade i Catalogue of Life.